# Ata da Declaração de Independência da Venezuela
A Ata da Declaração da Independência de Venezuela é um documento no qual representantes de sete das dez províncias pertencentes à Capitania Geral da Venezuela na América do Sul, reunidas na Capela Santa Rosa de Lima, declararam sua independência da Coroa da Espanha, estabelecendo uma nova nação baseada em princípios republicanos e federativos. Esse documento aboliu a Monarquia, prometeu reduzir as desigualdades entre os indivíduos, aboliu a censura e instituiu a liberdade de expressão. 
As sete províncias eram contrárias ao domínio espanhol sobre o Novo Mundo, e a Venezuela tinha recuperado o direito à autonomia após as abdicações de Carlos IV e Fernando VII em Baiona. No entanto, o trono espanhol foi ocupado pela Casa de Bonaparte, o que causou instabilidade política na Espanha, levando os venezuelanos a governarem a si mesmos.
As três províncias restantes não participaram do Congresso Constituinte, porque decidiram permanecer sob a autoridade da Coroa Espanhola representada pelo Conselho de Regência de Espanha e Índias.

No dia 5 de julho, celebra-se o Dia da Independência de Venezuela. O Livro de Atas original do primeiro Congresso de Venezuela, que contém a Declaração, encontra-se no Salão Elíptico do Palácio Federal Legislativo, em Caracas.

## Antecedentes

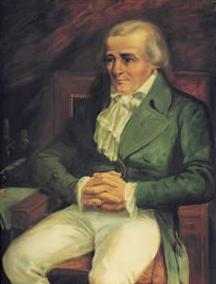
Juan Germán Roscio, o autor principal e assinante da Declaração de Independência

Em 19 de abril de 1810, convoca-se um cabildo extraordinário na cidade de Caracas, como resposta imediata à renúncia do Rei Fernando VII e à dissolução da Junta Suprema da Espanha, iniciando de maneira inadvertida a luta pela independência de Venezuela. O movimento originou-se pela rejeição dos caraquenhos ao novo governador da Província de Venezuela e Capitão Geral de Venezuela Vicente Emparan, o qual tinha sido nomeado pelo irmão de Napoleão Bonaparte, José I de Espanha, que se desempenhava como rei de turno devido ao derrocamento do Rei Espanhol, depois da invasão napoleónica na Espanha.
A Junta Suprema foi um governo provisório - fundado em meio aos acontecimentos do 19 de abril - que atuou até o dia 2 de março de 1811 e foi, eventualmente, um governo de transição, não independente, partidário da Coroa espanhola. No entanto, esta Junta levou a cabo reformas na ordem interna; tratou de unificar as províncias e reforçar sua autonomia; e fez gestões no exterior para obter a solidariedade de outras colônias e o reconhecimento e a ajuda das nações estrangeiras. O carácter deste governo "conservador dos direitos de Fernando VII" não lhe permitia ir para além da autonomia que se tinha proclamado no 19 de abril. Por essa razão, a junta resolveu convocar eleições e instalar um congresso geral ante o qual declinar seus poderes e que decidisse a sorte futura das províncias venezuelanas.
A convocação foi feita em junho e foi acatada pelas províncias de Caracas, Barquisimeto, Cumaná, Barcelona, Mérida e Margarita mas não pelas províncias de Maracaibo, Coro e Guayana pois, ainda que todas estivessem igualmente contrariadas pela presença de um rei usurpador francês na Coroa espanhola, estas três províncias manifestaram seu desacordo com o desconhecimento da autoridade do Conselho de Regência de Espanha e Índias reunido em Cádiz. Não obstante, a convocação às eleições foi a medida de maior transcendência política da junta pois assegurou a transformação do governo de fato em um regime constitucional independente.
As eleições ocorreram entre outubro e novembro de 1810. O regulamento eleitoral era censitário e dava o voto aos homens livres, maiores de 25 anos e proprietários de bens raízes e não concedeu o direito de voto às mulheres, nem aos escravos, nem à grande maioria da população desprovida de bens e fortuna. Desta maneira, veio a resultar num Congresso formado, em sua totalidade, por representantes da oligarquia criola. Por isso, aquele corpo não pôde levar a cabo transformações radicais de ordem social ou econômica e só realizou mudanças políticas que trouxesse resultados adequados a seus integrantes.
O regulamento determinou que as eleições ocorressem em dois graus: primeiro, os votantes nomeavam aos eleitores da paroquia e depois estes eleitores reunidos em assembleia eleitoral na capital da província, designavam os representantes ao congresso, seguindo a razão de um deputado a cada 20.000 habitantes. Praticadas as eleições, resultaram eleitos 44 deputados, os quais se instalaram e fizeram uma sessão no congresso pela primeira vez em 2 de março na casa do Conde de San Javier (atual canto O Conde em Caracas). As províncias estiveram representadas assim: Caracas 24 deputados; Barinas 9; Cumaná 4; Barcelona 3; Mérida 2; Trujillo 1; Margarita 1.
À medida que foram desenvolvendo as sessões do Congresso, a ideia da Independência foi ganhando adeptos no seio do mesmo. Muitos deputados apoiaram-na com alegações apaixonadas, outros com argumentos históricos. Entre os deputados que se opunham à ruptura definitiva com a coroa espanhola, se encontrava o sacerdote de La Grita, Fernando Vicente Maya, quem cedo se viu abrumado pelos discursos de Fernando Peñalver, Juan Germán Roscio, Francisco de Miranda, Francisco Javier Zuarez e muitos mais, favoráveis à ideia da Independência absoluta. Enquanto, os ânimos dos jovens radicais se caldeaban nas reuniões da Sociedade Patriótica, incluído o do jovem Simón Bolívar, quem lançou ante as dúvidas sobre a Independência a famosa pergunta: "Trezentos anos de acalma, não bastam?".

## Declaração de Independência 5 de julho de 1811

### Elaboração e Aprovação pelo Congresso

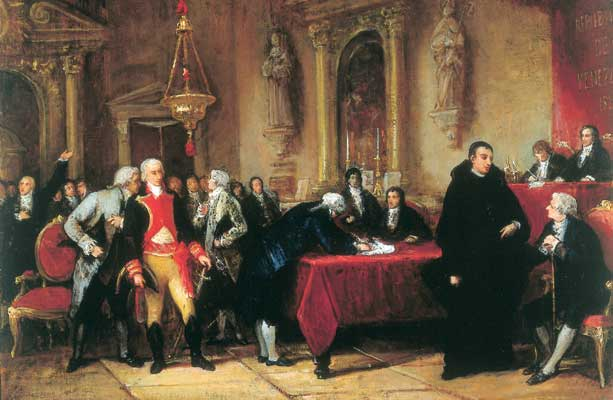
Assinatura da Acta da Independência em 1811

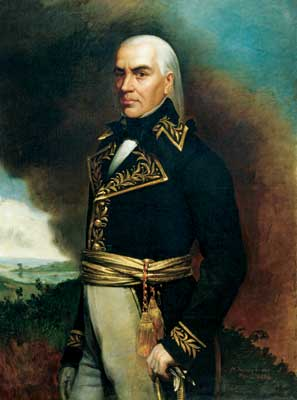
Francisco de Miranda, Precursor da Independência e assinante da Declaração

No dia 3 de julho, iniciou-se o debate no Congresso, e no dia 5, a começos da tarde procede-se à votação que terminou às 14:30, resultando na aprovação da Independência com 40 votos a favor. De imediato, o Presidente do Congresso, Deputado Juan Antonio Rodríguez, anunciou que estava "Declarada solenemente a Independência absoluta de Venezuela".
Na mesma tarde do 5 de julho o Congresso celebrou outra sessão, para redigir um documento, cuja elaboração foi encomendada ao deputado Juan Germán Roscio e ao secretário do Congresso, Francisco Isnardi. Neste documento deviam descrever os motivos e causas que produziram a Declaração da Independência, para que submetido à revisão do Congresso, para que servisse de Ata e passasse ao Poder Executivo.
O Ata foi aprovada no dia 7 de julho por todos os deputados, com a única exceção sendo o pai Fernando Vicente Maya, deputado pela Grita. Pouco a pouco foram-na assinando os representantes, passada ao livro de Atas do Congresso o 17 de agosto, até que o 18 desse 
mês estamparam as últimas assinaturas.

## Jura da Independência
Em consequência do decreto do executivo publicado no 8 de julho de 1811, foi solenemente publicada em Caracas a Ata da Independência, no domingo, 14 de julho. À frente da multidão que presenciou os atos se achavam os jovens filhos de José María Espanha, um dos precursores e mártires da Conspiração independentista de 1797, quem levavam em alto a bandeira tricolor desenhada por Miranda e aprovada pelo Congresso, sendo içada nesse dia no Quartel San Carlos e a Praça Maior.
No dia da Independência da Venezuela, José Tomás Santana, secretário de decretos do Poder Executivo, proclamou publicamente a Ata de Independência nos principais pontos de Caracas. No mesmo dia, a tropa reunida na praça maior prestou juramento, selando seu compromisso com a nova nação.
Na segunda-feira 15 de julho procedeu-se na sede do Congresso à solene jura da Independência por parte das principais autoridades: fizeram-no primeiro os Deputados, logo o Poder Executivo, depois o Alta Corte de Justiça, o Governador Militar de Caracas e o Arcebispo.

## Texto da Ata[1]
"No nome de Deus Todo-poderoso, nós, os representantes das Províncias Unidas de Caracas, Cumaná, Barinas, Margarita, Barcelona, Mérida e Trujillo, que formam a Confederação americana de Venezuela no continente meridional, reunidos em Congresso, e considerando a plena e absoluta posse de nossos direitos, que recobramos justa e legitimamente desde o 19 de abril de 1810, em consequência da jornada de Bayona e a ocupação do trono espanhol pela conquista e sucessão de outra nova dinastia constituída sem nosso consentimento, queremos, dantes de usar dos direitos de que nos teve privados a força, por mais de três séculos, e nos restituiu a ordem política dos acontecimentos humanos, patentizar ao universo as razões que têm emanado destes mesmos acontecimentos e autorizam o livre uso que vamos fazer de nossa soberania.
Não queremos, no entanto, começar alegando os direitos que tem todo país conquistado, para recuperar seu estado de propriedade e independência; esquecemos generosamente a longa série de males, agravios e privações que o direito funesto de conquista tem causado indistintamente a todos os descendentes dos descobridores, conquistadores e povoadores destes países, feitos de pior condição, pela mesma razão que devia os favorecer; e correndo um velo sobre os trezentos anos de dominação espanhola em América, só apresentaremos os factos autênticos e notórios que têm devido desprender e têm desprendido de direito a um mundo de outro, no transtorno, desordem e conquista que tem já dissolvida a nação espanhola.
Esta desordem tem aumentado os males da América, inutilizando-lhe os recursos e reclamações, e autorizando a impunidade dos governantes de Espanha para insultar e oprimir esta parte da nação, deixando-a sem o amparo e garantia das leis.
É contrário à ordem, impossível ao governo de Espanha, e funesto à América, o que, tendo esta um território infinitamente mais extenso, e uma população incomparavelmente mais numerosa, dependa e esteja sujeita a um ângulo peninsular do continente europeu.
As sessões e abdicações de Bayona, as jornadas do Escorial e de Aranjuez, e as ordens do lugarteniente duque de Berg, à América, deveram pôr em uso os direitos que até então tinham sacrificado os americanos à unidade e integridade da nação espanhola.
Venezuela, dantes que ninguém, reconheceu e conservou generosamente esta integridade por não abandonar a causa de seus irmãos, enquanto teve a menor aparência de salvação.
América voltou a existir de novo, desde que pôde e deveu tomar a seu cargo sua sorte e conservação; como Espanha pôde reconhecer, ou não, os direitos de um rei que tinha apreciado mais sua existência que a dignidade da nação que governava.
Poucos Borbones participaram estipulações inválidos de Bayona, deixando o território espanhol, contra a vontade do povo, carente, desprezado e espezinhado o dever sagrado que contraiu com os espanhóis de ambos os mundos, quando, com o seu sangue e seus tesouros, colocado no bônus, apesar da Casa da Áustria; por esta conduta que eram impróprios e incapaz de governar um povo livre, que entregaram como um bando de escravos.
Os intrusos governos que se abrogaram a representação nacional aproveitaram pérfidamente as disposições que a boa fé, a distância, a opressão e a ignorância davam aos americanos contra a nova dinastia que se introduziu em Espanha pela força; e contra seus mesmos princípios, sustentaram entre nós a ilusão a favor de Fernando, para nos devorar e vejarnos impunemente quando mais nos prometiam a liberdade, a igualdade e a fraternidade, em discursos pomposos e frases estudadas, para encobrir o laço de uma representação amañada, inútil e degradante.
Depois que se dissolveram, substituíram e destruíram entre si as várias formas de governo de Espanha, e que a lei imperiosa da necessidade ditou a Venezuela o se conservar a si mesma para ventilar e conservar os direitos de seu rei e oferecer um asilo a seus irmãos de Europa contra os males que lhes ameaçavam, se desconheceu toda sua anterior conduta, se variaram os princípios, e se chamou insurreição, perfídia e ingratidão, ao mesmo que serviu de norma aos governos de Espanha, porque já se lhes fechava a porta ao monopólio de administração que queriam perpetuar a nome de um rei imaginário.
Apesar de nossos protestos, de nossa moderação, de nossa generosidade, e da inviolabilidade de nossos princípios, contra a vontade de nossos irmãos de Europa, declara-se nos em estado de rebelião, bloqueia-se-nos, se nos hostiliza, enviam-se-nos agentes a amotinarnos uns contra outros, e se tenta desacreditar entre as nações de Europa implorando seus auxílios para nos oprimir.
Sem fazer o menor aprecio de nossas razões, sem apresentá-las ao imparcial julgamento do mundo, e sem outros juízes que nossos inimigos, se nos condena a uma dolorosa incomunicação com nossos irmãos; e para acrescentar o desprezo à calunia-a se nos nomeiam apoderados, contra nossa expressa vontade, para que em suas Cortes disponham arbitrariamente de nossos interesses baixo o influxo e a força de nossos inimigos.
Para sufocar e anonadar os efeitos de nossa representação, quando se viram obrigados a nos a conceder, nos submeteram a uma tarifa mesquinha e diminuta e sujeitaram à voz passiva das prefeituras, degradados pelo despotismo dos governadores, a forma da eleição; o que era um insulto a nossa singeleza e boa fé, mais bem que uma consideração a nossa incontestável importância política.
Surdos sempre aos gritos de nossa justiça, têm tentado os governos de Espanha desacreditar todos nossos esforços declarando criminosos e selando com a infâmia, o cadalso e a confiscação, todas as tentativas que, em diversas épocas, têm feito alguns americanos para a felicidade de seu país, como o foi a que ultimamente nos ditou a própria segurança, para não ser envolvidos na desordem que pressentíamos, e conduzidos à horrorosa sorte que vamos já a apartar de nós para sempre; com esta atroz política, têm conseguido fazer a nossos irmãos insensíveis a nossas desgraças, armá-los contra nós, apagar deles as doces impressões da amizade e da consanguinidade, e converter em inimigos uma parte de nossa grande família.
Quando nós, fiéis a nossas promessas, sacrificávamos nossa segurança e dignidade civil por não abandonar os direitos que generosamente conservamos a Fernando de Borbón, temos visto que às relações da força que lhe uniam com o Imperador dos franceses tem acrescentado os vínculos de sangue e amizade, pelo que até os governos de Espanha têm declarado já sua resolução de não lhe reconhecer sina condicionalmente.
Nesta dolorosa alternativa temos permanecido três anos numa indecisão e ambigüidade política, tão funesta e perigosa, que ela sozinha bastaria a autorizar a resolução que a fé de nossas promessas e os vínculos da fraternidade nos tinham feito diferir; até que a necessidade nos obrigou a ir para além do que nos propusemos, impelidos pela conduta hostil e desnaturalizada dos governos de Espanha, que nos relevou do juramento condicional com que temos sido chamados à augusta representação que exercemos.
Mas nós, que nos gloriamos de fundar nosso proceder em melhores princípios, e que não queremos estabelecer nossa felicidade sobre a desgraça de nossos semelhantes, olhamos e declaramos como amigos nossos, colegas de nossa sorte, e participes de nossa felicidade, aos que, unidos conosco pelos vínculos do sangue, a língua e a religião, têm sofrido os mesmos males na anterior ordem; sempre que, reconhecendo nossa absoluta independência dele e de toda outra dominação estranha, nos ajudem a sustentar com sua vida, sua fortuna e sua opinião, os declarando e os reconhecendo (como a todas as demais nações) em guerra inimigos, e em paz amigos, irmãos e compatriotas.
Em atenção a todas estas sólidas, públicas e incontestáveis razões de política, que tanto persuadem a necessidade de recobrar a dignidade natural, que a ordem dos acontecimentos nos restituiu, em uso dos imprescritíveis direitos que têm os povos para destruir todo o pacto, convênio ou associação que não enche os fins para que foram instituídos os governos, achamos que não podemos nem devemos conservar os laços que nos uniam ao governo de Espanha, e que, como todos os povos do mundo, estamos livres e autorizados para não depender de outra autoridade que a nossa, e tomar entre as potencies da terra, o posto igual que o Ser Supremo e a natureza nos atribuem e a que nos chama a sucessão dos acontecimentos humanos e nosso próprio bem e utilidade.
No entanto de que conhecemos as dificuldades que traz consigo e as obrigações que nos impõe a faixa que vamos ocupar na ordem política do mundo, e a influência poderosa das formas e habitudes a que temos estado, a nosso pesar, acostumados, também conhecemos que a vergonhosa submissão a elas, quando podemos as sacudir, seria mais ignominiosa para nós, e mais funesta para nossa posteridade, que nossa longa e penosa servidão, e que é já de nosso indispensável dever prover a nossa conservação, segurança e felicidade, variando essencialmente todas as formas de nossa anterior constituição.
Por tanto, crendo com todas estas razões satisfeito o respeito que devemos às opiniões do gênero humano e à dignidade das demais nações, em cujo número vamos entrar, e com cuja comunicação e amizade contamos, nós, os representantes das Províncias Unidas de Venezuela, pondo por testemunha ao Ser Supremo da justiça de nosso proceder e da rectitude de nossas intenções, implorando seus divinos e celestiais auxílios, e lhe ratificando, no momento em que nascemos à dignidade, que sua providência nos restitui o desejo de viver e morrer livres, crendo e defendendo a santa, católica e apostólica religião de Jesus Cristo. Nós, pois, a nome e com a vontade e autoridade que temos do virtuoso povo de Venezuela, declaramos solenemente ao mundo que suas Províncias Unidas são, e devem ser desde hoje, de facto e de direito, Estados livres, soberanos e independentes e que estão absolvidos de toda submissão e dependência da Coroa de Espanha ou dos que se dizem ou disserem seus apoderados ou representantes, e que como tal Estado livre e independente tem um pleno poder para se dar a forma de governo que seja conforme à vontade geral de seus povos, declarar a guerra, fazer a paz, formar alianças, arranjar tratados de comércio, limite e navegação, fazer e executar todos os demais atos que fazem e executam as nações livres e independentes.
E para fazer válida, firme e subsistente esta nossa solene declaração, dêmos e empenhamos mutuamente umas províncias a outras, nossas vidas, nossas fortunas e o sagrado de nossa honra nacional.
Dada no Palácio Federal e de Caracas, assinada de nossa mão, selada com o grande selo provisório da Confederação, referendada pelo Secretário do Congresso, a cinco dias do mês de julho do ano de mil oitocentos onze, o primeiro de nossa independência.
Pela província de Caracas, Isidoro Antonio López Méndez, deputado da cidade de Caracas; Juan Germán Roscio, pelo partido da villa de Calabazo; Felipe Fermín Paul, pelo partido de San Sebastián; Francisco Javier Ustáriz, pelo partido de San Sebastián; Nicolás de Castro, deputado de Caracas; Juan Antonio Rodríguez Domínguez, Presidente, deputado de Nutrias, em Barinas; Luis Ignacio Mendoza, Vice-presidente, deputado de Bispos, em Barinas; Fernando de Peñalver, deputado de Valencia; Gabriel Pérez de Pagola, deputado de Ospino; Salvador Delgado, deputado de Nirgua; o Marqués do Touro, deputado da cidade do Tocuyo; Juan Antonio Díaz Argote, deputado da Villa de Cura; Gabriel de Põe-te, deputado de Caracas; Juan José Maya, deputado de San Felipe; Luis José de Cazorla, deputado de Valencia; doutor José Vicente Unda, deputado de Guanare; Francisco Javier Yanes, deputado de Araure; Fernando Rodríguez do Touro, deputado de Caracas; Martín Tovar Põe-te, deputado de San Sebastián; Juan Touro, deputado de Valencia; José Ángel de Álamo, deputado de Barquisimeto; Francisco Hernández, deputado de San Carlos; Lino de Clemente, deputado de Caracas.
Pela província de Cumaná, Francisco Javier de Mayz, deputado da capital; José Gabriel de Alcalá, deputado de idem; Juan Bermúdez, deputado do Sur; Mariano da Cova, deputado do Norte.
Pela de Barcelona, Francisco Miranda, deputado do Pao; Francisco Policarpo Ortiz, deputado de San Diego.
Pela de Barinas, Juan Nepomuceno de Quintana, deputado de Achaguas; Ignacio Fernández, deputado da capital de Barinas; Ignacio Ramón Briceño, representante de Pedraza; José de Sata e Bussy, deputado de San Fernando de Apresse; José Luis Cabrera, deputado de Guanarito; Ramón Ignacio Méndez, deputado de Guasdualito; Manuel Palácio, deputado de Mijagual.
Pela de Margarita, Manuel Plácido Maneiro.
Pela de Mérida, Antonio Nicolás Briceño, deputado de Mérida; Manuel Vicente de Maya, deputado de La Grita.
Pela de Trujillo, Juan Pablo Pacheco.
Pela villa de Aragua, província de Barcelona, José María Ramírez.
Refrendado: Há um selo. Francisco Isnardi, Secretário.
Palácio Federal de Caracas, 8 de julho de 1811. Pela Confederação de Venezuela, o Poder Executivo ordena que a Ata antecedente seja publicada, executada e autorizada com o selo do Estado e Confederação.
Cristóbal de Mendoza, Presidente em turno; Juan de Escalona; Baltasar Padrón; Miguel José Sanz, Secretário de Estado; Carlos Machado, Chanceler Maior; José Tomas Santana, Secretário de Decretos.
Em consequência, o Supremo Poder Executivo ordena e manda que passe oficio de rogo e encarrego ao muito reverendo Arcebispo desta Diócesis, para que disponha que no dia da solene publicação de nossa Independência, que deve ser o domingo 14, se dê, como voluntariamente tem oferecido e corresponde, um repique de sinos em todas as igrejas desta capital, que manifeste o júbilo e alegria do virtuoso povo caraqueño e seu prelado apostólico. E que em ação de graças ao Todo-poderoso por seus benefícios, auxílios e soma bondade em restituir ao estado em que sua providência e sabedoria infinita creio ao homem, se cante o 16 missa solene com Te de um na Santa Igreja Metropolitana, assistindo à função todos os corpos e comunidades na forma acostumada.
Que se faça salve general pelas tropas ao ato de dita publicação e se hasteie a bandeira e pavilhão nacional no quartel de San Carlos, passando ao efeito a ordem ao Governador militar pela Secretária de Guerra; e desde hoje em adiante use-se por todos os cidadãos, sem distinção, a escarapela e divisa da Confederação venezuelana, composta das cores azul celeste ao centro, amarelo e encarnado às circunferências, guardando nela uniformidade.
Que se alumie por três noites a cidade, de um modo nobre e singelo, sem profusão nem despesas importunos, começando desde o próprio dia domingo.
Que imediatamente se receba à tropa o juramento de reconhecimento e fidelidade, prescrito pelo Supremo Congresso, cujo ato solene fá-se-á publicamente, e a presença do referido governador militar e demais chefes da guarnição.
Que nos dias subsequentes ao desta publicação, compareçam ante S. A. o Supremo Poder Executivo todos os corpos desta cidade, políticos, eclesiásticos e militares, a prestar o próprio juramento, e que pelo constrangedor e dispendioso que fá-se-ia este ato, se tivessem do prestar também todos os indivíduos ante S. A., se comissiona aos prefeitos de quartel, para que com a escrupulosidade, circunspeção e exatidão que corresponde em matéria tão delicada, procedam a lhe tomar, e receber pela fórmula que comunicar-se-lhes-á, conforme ao prescrito pelo Supremo Congresso, coincidindo a suas casas, ou onde assinalarem os da cada quartel, desde a quarta-feira 17 do corrente, às nove da manhã até a uma; e pela tarde, desde as quatro até as sete da noite; prevenidos de que este juramento será o ato característico de seu naturalização e qualidade de cidadão, como também da obrigação em que ficará o Estado a proteger sua honra, pessoa e bens; sentando num livro esta operação que devem assinar os juramentados, se souberem, ou em seu defeito outro a seu rogo, cujo livro deverão remeter dentro de vinte dias, que se atribuem de termo para isto, à Secretária de Estado para arquivar-se.
Que passe pelas respectivas secretárias aviso aos comandantes militares e políticos dos portos da Guaira e Cabelo, e às demais justiças e regimentos das cidades, vilas e lugares desta província, com cópia do ata, e decreto do Supremo Congresso, relativo a ela, para que disponham sua execução, publicação e cumprimento, e se faça o juramento, segundo fica ordenado.
Que se comunique também às províncias confederadas para sua inteligência e observância, como o ordena o Supremo Congresso. E finalmente, que no conceito de que pela declaratória de Independência têm obtido os habitantes destas províncias e suas confederadas, a dignidade e honrosa vestidura de cidadãos livres, que é o mais apreciável da sociedade, o verdadeiro título do homem racional, o terror dos ambiciosos e tiranos, e o respeito e consideração das nações cultas, devem pelo mesmo sustentar a toda a costa esta dignidade, sacrificando suas paixões à razão e à justiça, se unindo afeituosa e reciprocamente; e tentando conservar entre si a paz, fraternidade e confiança que fazem respeitáveis, firmes e estáveis os estados, cujos membros proscrevem as preocupações insensatas, ódios e personalidades, que tanto detestam as sábias máximas naturais, políticas e religiosas; no conceito de que o Supremo Governo sabe muito bem que não há para os cidadãos nada mais sagrado que a pátria, nem mais digno de castigo que o contrário a seus interesses; e que pelo mesmo saberá impor com a maior severidade as penas a que se façam credores os que de qualquer modo perturbem a sociedade e se façam indignos dos direitos que têm recuperado por esta absoluta independência já declarada, e sancionada legitimamente com tanta razão, justiça, conveniência e necessidade.
O Supremo Poder Executivo, finalmente, exorta e requer, ordena e manda a todos, e à cada um dos habitantes, que se unindo de coração e resolvidos deveras, firmes, fortes e constantes, sustentem com suas faculdades corporais e espirituais a glória que com tão sublime empresa adquirem no mundo, e conservarão na história com imortal renome.
Dado no Palácio Federal de Caracas, assinado dos ministros que compõem o Supremo Poder Executivo, selado com o provisório da Confederação, e referendado do infrascrito secretário, com exercício de decretos.
Cristóbal de Mendoza, Presidente em turno.
Juan de Escalona.
Baltazar Padrón.
José Tomás Santana, Secretário."

## Assinantes
Assinaram o ata os deputados presentes:
- Pela Província de Caracas: 
  - Juan Antonio Rodríguez Domínguez (presidente)
  - Luis Ignacio Mendoza (vice-presidente)
  - Isidro Antonio López Méndez
  - Juan Germán Roscio
  - Felipe Fermín Paúl
  - Francisco Xavier Ustariz
  - Nicolás de Castro
  - Fernando de Peñalver, Gabriel Pérez de Pagola
  - Salvador Delgado
  - Marqués do Touro
  - Juan Antonio Dias Argote
  - Gabriel de Põe-te
  - Francisco Isnardi (secretário)
  - Juan José Maya
  - Luis José de Carzola
  - José Vicente Unda
  - Francisco Xavier Yanes
  - Fernando Touro
  - Martín Tovar Põe-te
  - José Ángel de Álamo - Jesus Dugarte
  - Francisco Hernández
  - Lino de Clemente
  - Juan Touro.
- Pela Província de Cumaná: 
  - Francisco Xavier de Mayz
  - José Gabriel de Alcalá
  - Juan Bermúdez
  - Mariano de cava-a.
- Pela Província de Barinas: 
  - Juan Nepomuceno de Quintana
  - Ignacio Fernández
  - Ignacio Ramón Briceño
  - José da Santa e Bussy
  - José Luis Cabrera
  - Ramón Ignacio Méndez
  - Manuel Palácio
- Pela Província de Barcelona: 
  - Francisco de Miranda
  - Francisco Policarpo Ortiz
  - José María Ramírez
- Pela Província de Margarita: 
  - Manuel Plácido Maneiro
- Pela Província de Mérida: 
  - Antonio Nicolás Briceño
  - Manuel Vicente de Maya
- Pela Província de Trujillo: 
  - Juan Pablo Pacheco
  - Juan Carlos Chourio